# Utinga (Santo André)

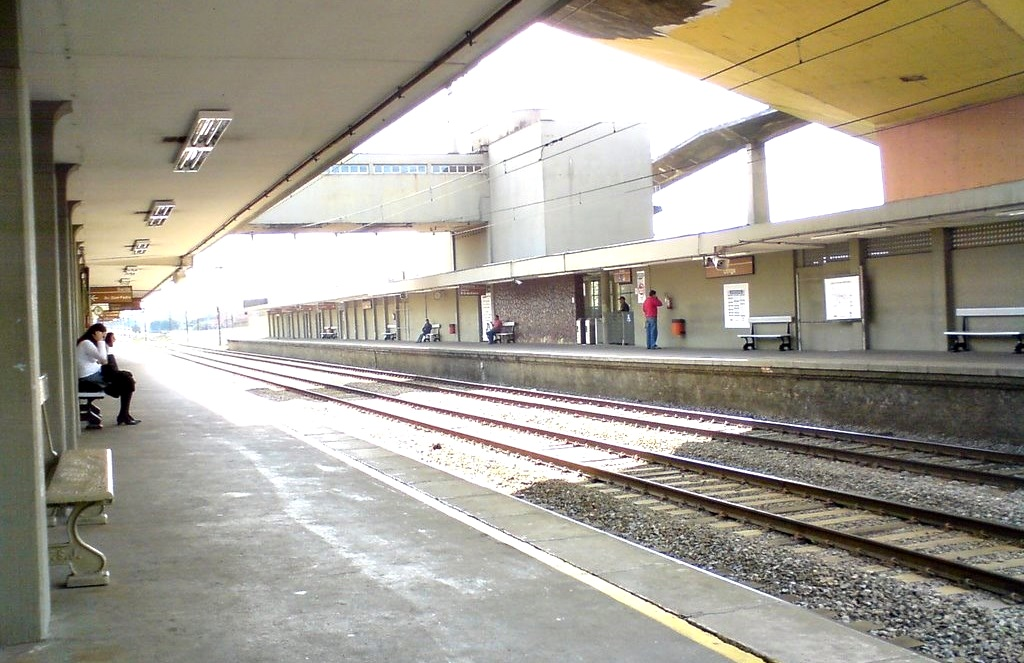
Estação Utinga, da Linha 10–Turquesa do Trem Metropolitano.

Utinga é o segundo subdistrito do distrito da Sede, no município de Santo André, no estado de São Paulo, no Brasil.

## Topônimo
A palavra Utinga é de origem tupi antiga e significa "rio claro", através da junção dos termos 'y  ("rio"), ting ("claro") e a (sufixo substantivador).

## História
Localizado às margens do Rio Tamanduateí, Utinga foi formado por imigrantes espanhóis, portugueses, italianos, poloneses, alemães, croatas e japoneses, além de migrantes do interior do Estado de São Paulo, do Estado do Rio Grande do Sul e da Região Nordeste do Brasil.
Do ponto de vista industrial, o subdistrito de Utinga desenvolveu seu potencial durante os anos 1940 a 1970 com a Swift, frigorífico que empregou grande parte de sua população. Em seu lugar, hoje, existe um condomínio residencial. Outra grande empresa instalada em Utinga e reconhecida nacionalmente era a Companhia Brasileira de Cartuchos (CBC), que ficou aproximadamente 50 anos no mesmo endereço até se mudar para Ribeirão Pires. Balas Juquinha foi uma empresa brasileira, fabricante da marca homônima de balas e doces, com sede em Utinga, que teve reconhecimento nacional. 
O subdistrito de Utinga tentou por três vezes emancipar-se em relação a Santo André, a primeira delas nos anos 1940, e a última na década de 1980. Em 1985, parte do subdistrito foi transformada no distrito de Capuava.

## Características
Utinga comporta as estações de trem: Prefeito Saladino (bairro de Tamanduateí 4) e Utinga (na Vila Metalúrgica), da Linha 10–Turquesa, antiga Estrada de Ferro Santos-Jundiaí, sucessora da São Paulo Railway. É servido de linhas de ônibus para o Centro, para o Parque Capuava, Vila Rica, Cata Preta, Jardim Bom Pastor e Cidade São Jorge, além de para os municípios de São Caetano do Sul (bairros Prosperidade, Fundação, Barcelona e Centro) e São Paulo (Parque Dom Pedro II, Terminal Sacomã e Metrô Arthur Alvim). 
Tem escolas estaduais e municipais, uma universidade (a UFABC, Universidade Federal do ABC), restaurantes (dentre os quais a Churrascaria Viva [Antiga Churrascaria Do Vavá], o Frangasso e a Padaria Karina), templos religiosos (como as Igrejas de Santa Maria Goretti, São Camilo, Bonfim, Santo Antônio e Santa Teresinha, e igrejas evangélicas) e a CRAISA (o Ceasa de Santo André).
O sistema de telefones automáticos de Utinga foi inaugurado em 1964 pela Companhia Telefônica da Borda do Campo (CTBC), empresa subsidiária da Telecomunicações de São Paulo (TELESP) a partir de 1973, que também implantou o sistema de discagem direta à distância (DDD) em 1974 com o código de área (011).
O subdistrito de Utinga inclui os bairros Bangú, Jardim das Maravilhas, Jardim Santo Antônio, Jardim Utinga, Parque das Nações, Parque Oratório, Santa Terezinha, Vila Camilópolis, Vila Francisco Matarazzo, Vila Lucinda e Vila Metalúrgica. Além da Swift, funcionam, no subdistrito, o Moinho São Jorge, o Moinho Santo André, a Rhodia, a Alcan e a Laminação Nacional de Metais, do extinto Grupo Pignatari, hoje Paranapanema. Na mesma planta, funcionou, entre os anos 1940 e 1950, a CAP - Companhia Aeronáutica Paulista, fabricante dos famosos aviões "Paulistinha".